# ランズダウン・カップ
ランズダウン・カップ（Lansdowne Cup）は、オーストラリアとアイルランドが争うラグビーユニオンのトロフィーである。1999年に創設された。

## 沿革
1999年、オーストラリアのシドニーにあるランズダウンクラブ（Lansdowne Club）から、オーストラリアラグビー協会にトロフィーが寄贈された。 
ランズダウンクラブは、オーストラリア在住のアイルランド系移民によって1986年に設立されたビジネスマン団体である。「ランズダウン」は、アイルランドラグビー協会の当時の本拠地「ランズダウン・ロード（Lansdowne Road）」にちなむ。
トロフィーは、アイルランドのウォーターフォードクリスタル社（Waterford Crystal）作成の、クリスタルでできたカップ型。
1999年、アイルランド代表がオーストラリア遠征を行い、2回のテストマッチにオーストラリア代表が連勝し、最初のカップ勝者となった。
2002年に2回目の対戦が行われ、アイルランドが奪った。

## 対戦結果
出典：
- ST – サマーテスト（北半球の夏季にアイルランドが、冬季の南半球へ遠征）
- AI – オータム・インターナショナル（南半球で春のオーストラリアが、北半球の秋にヨーロッパなどへ遠征）

| 回 | 年   | 月日     | 試合会場                                             | 勝ち           | スコア | 負け           | トロフィー 保持チーム | 備考                                |
| -- | ---- | -------- | ---------------------------------------------------- | -------------- | ------ | -------------- | --------------------- | ----------------------------------- |
| 1  | 1999 | 6月12日  | ラング・パーク, ブリスベン                           | オーストラリア | 46-10  | アイルランド   | 1                     |                                     |
| 1  | 1999 | 6月19日  | キャンベラ・スタジアム, キャンベラ                   | オーストラリア | 32-26  | アイルランド   | 1                     |                                     |
| 2  | 2002 | 11月9日  | ランズダウン・ロード, ダブリン                       | アイルランド   | 18-9   | オーストラリア | 1                     |                                     |
| 3  | 2003 | 6月7日   | スビアコ・オーバル, パース                           | アイルランド   | 45-16  | オーストラリア | 2                     |                                     |
| 4  | 2005 | 11月19日 | ランズダウン・ロード, ダブリン                       | アイルランド   | 14-30  | オーストラリア | 3                     |                                     |
| 5  | 2006 | 6月24日  | スビアコ・オーバル, パース                           | オーストラリア | 37-15  | アイルランド   | 4                     |                                     |
| 6  | 2006 | 11月19日 | ランズダウン・ロード, ダブリン                       | アイルランド   | 21-6   | オーストラリア | 2                     |                                     |
| 7  | 2008 | 6月14日  | ドックランズ・スタジアム, メルボルン                 | オーストラリア | 18-12  | アイルランド   | 5                     |                                     |
| 8  | 2009 | 11月15日 | クローク・パーク, ダブリン                           | アイルランド   | 20-20  | オーストラリア | 6                     |                                     |
| 9  | 2010 | 6月26日  | ラング・パーク, ブリスベン                           | オーストラリア | 22-15  | アイルランド   | 7                     |                                     |
| 10 | 2013 | 11月16日 | アビバ・スタジアム, ダブリン                         | アイルランド   | 15-32  | オーストラリア | 8                     |                                     |
| 11 | 2014 | 11月22日 | アビバ・スタジアム, ダブリン                         | アイルランド   | 26-23  | オーストラリア | 3                     |                                     |
| 12 | 2016 | 11月22日 | アビバ・スタジアム, ダブリン                         | アイルランド   | 27-24  | オーストラリア | 4                     |                                     |
| 13 | 2018 | 6月9日   | ラング・パーク, ブリスベン                           | オーストラリア | 18-9   | アイルランド   | 5                     |                                     |
| 13 | 2018 | 6月16日  | メルボルン・レクタンギュラー・スタジアム, メルボルン | オーストラリア | 21-26  | アイルランド   | 5                     |                                     |
| 13 | 2018 | 6月23日  | シドニー・フットボール・スタジアム, シドニー         | オーストラリア | 16-20  | アイルランド   | 5                     |                                     |
| 14 | 2022 | 11月19日 | アビバ・スタジアム, ダブリン                         | アイルランド   | 13-10  | オーストラリア | 6                     |                                     |
| 15 | 2024 | 11月30日 | アビバ・スタジアム, ダブリン                         | アイルランド   | 22-19  | オーストラリア | 7                     | アイルランドの対外戦150周年記念試合 |